# Chinicuila
Chinicuila è una municipalità dello stato di Michoacán, nel Messico centrale, il cui capoluogo è la località di Villa Victoria.
La municipalità conta 5.271 abitanti (2010) e ha un'estensione di 1.021,92 km².
Il nome della località significa luogo dove abbondano le jinicuile, un arbusto del genere Inga.